# 馮子履
馮子履（1539年—1596年），字禮甫，號仰芹，遼東廣寧左衛軍籍，山東青州府臨朐縣人，明朝政治人物。隆慶戊辰進士，官至河南左參政。

## 生平
祖父馮裕、父馮惟重皆為進士。馮惟重卒時，馮子履尚在襁褓，其母蔣氏將其撫養成人。馮子履弱冠能文，隆慶元年（1567年）丁卯科山東鄉試第六十二名舉人，二年（1568年）聯捷戊辰科三甲第七十名進士。授直隸固安縣知縣，任內興修文廟，剿滅盜匪，入祀當地名宦祠，擢為兵部主事，萬曆二年（1574年）出為山西按察司僉事、兵備大同，升山西布政使司參議、山西按察司副使，因人誣陷而被貶官。
萬曆十年（1582年）起復河州知州，遷陝西按察司僉事，當地百姓為其設立生祠祭祀。十七年（1589年）升河南按察司副使、兵備易州。二十一年（1594年）轉河南布政使司左參政，同年七月其子馮琦升翰林院侍讀學士，馮子履恐怕父子同時為官，過為顯赫，辭官告歸。萬曆二十四年丙申八月十八日卒，享年五十八。後以子馮琦貴誥封禮部右侍郎兼翰林院侍讀學士。清《光緒臨朐縣志》有傳。

## 家族
曾祖馮振，贈南京戶部郎中；祖父馮裕，貴州按察司副使；父馮惟重，行人司行人。母蔣氏。慈侍下。